# شهرستان ساگا
شهرستان ساگا (به لاتین: Saga County) یک شهرستان‌های جمهوری خلق چین در چین است که در شیگاتسه واقع شده‌است.